# 努热木·斯玛依汗
努热木·斯玛依汗（1962年7月—），男，哈萨克族，新疆特克斯人，中华人民共和国政治人物，现任新疆维吾尔自治区政协副主席，中共新疆维吾尔自治区纪委副书记、区监察委员会副主任。